# Artyk (Turkmenistan)
Artyk (russisch Артык, dt.: „Überschuss“, persisch آرتیک‎) ist ein Ort im Distrikt Kaka etraby, Ahal welaýaty, Turkmenistan.

## Geographie
Artyk liegt westlich eines Passes zwischen Gora Sautscha (russisch Гора Зауча, wiss. Transliteration Gora Zauča 435 m, Khrebet Kyzyl-Bair – Хребет Кызыл-Баир, 473 m) und Qezel Kūh (persisch قزل کوه 419 m).
Der Ort ist daher ein wichtiger Grenzposten zwischen Iran (Lotfabad گمرک لطف آباد‎) und Turkmenistan.
Nördlich des Ortes verläuft die M37 (AH 5), die den Ort mit Babadurmaz im Westen und Kaka im Südosten verbindet.

## Etymologie
Das Wort artyk bedeutet „Überschuss“ in Turkmenisch. Es heißt das dies der Name eines der ersten Siedlers in dem Gebiet war.